# Янь (Аньши)
Янь (кит. трад. 燕, пиньинь Yān, палл. янь), также Великая Янь (кит. трад. 大燕, пиньинь Dà Yān, палл. Да янь) — государство, основанное 5 февраля 756 года вследствие мятежа против Танской династии Китая.
В 755 году танский военачальник Ань Лушань, губернатор северных провинций поднял восстание против Тан. Император Сюань-цзун не смог подавить восстание и бежал; Ань Лушань занял обе столицы — Лоян, а потом Чанъань. Столицей государства Янь был Лоян и некоторое время Фаньян (Пекин).
Государство Янь просуществовало до 763 года, сменив четырёх императоров. Ань Лушань был убит своим сыном, который стал императором. Ань Цинсюй, сын Ань Лушаня, был убит повстанцами в 759 году. Ши Сымин, военачальник, сменил Ань Цинсюя. Он был убит своим сыном Ши Чаои. Эта политическая нестабильность дорого обошлась Янь, и она терпела поражения в сражениях против Тан и их уйгурских союзников. Весной 763 года император Ши Чаои покончил жизнь самоубийством, находясь на грани пленения, что ознаменовало окончательное падение Янь.

## Императоры Янь
| Посмертное имя | Личное имя | Годы правления | Эра                                                         |
| -------------- | ---------- | -------------- | ----------------------------------------------------------- |
| La (剌 là)     | Ань Лушань | 756-757        | Шэнъу (聖武 Shèngwǔ)                                        |
| -              | Ань Цинсюй | 757-759        | Тяньчэн (天成 Tiānchéng)                                    |
| -              | Ши Сымин   | 759-761        | Шуньтянь (順天 Shùntiān) 759—761 Интянь (應天 Yìngtiān) 761 |
| -              | Ши Чаои    | 761-763        | Сяньшэн (顯聖 Xiǎnshèng)                                    |